# 제27회 백상예술대상
제27회 백상예술대상은 1991년에 열린 시상식이다.

## 수상 및 후보

### 영화부문
| 부문           | 수상자               | 작품                                                                |
| -------------- | -------------------- | ------------------------------------------------------------------- |
| 작품상         |                      | 《은마는 오지 않는다》                                              |
| 감독상         | 장길수               | 《은마는 오지 않는다》                                              |
| 남자연기상     | 안성기               | 《누가 용의 발톱을 보았는가》                                       |
| 여자연기상     | 이혜숙               | 《은마는 오지 않는다》                                              |
| 시나리오상     | 강제규, 나홍균       | 《누가 용의 발톱을 보았는가》                                       |
| 기술상(촬영)   | 정광석               | 《누가 용의 발톱을 보았는가》                                       |
| 기술상(미술)   | 조용삼               | 《은마는 오지 않는다》                                              |
| 신인감독상     | 남만원               | 《밀크초콜릿》                                                      |
| 남자신인연기상 | 문성근               | 《그들도 우리처럼》                                                 |
| 여자신인연기상 | 김성령 지경원        | 《누가 용의 발톱을 보았는가》 《내일은 비》                         |
| 인기상         | 최수종 최진실 심혜진 | 《있잖아요 비밀이에요》 《나의 사랑 나의 신부》 《그들도 우리처럼》 |
| 특별상         | 이창근(기술)         |                                                                     |
| 아역상         | 심재림               | 《은마는 오지 않는다》                                              |

### TV부문
| 부문             | 수상자                     | 방송사  | 작품                                               |
| ---------------- | -------------------------- | ------- | -------------------------------------------------- |
| 대상             |                            | MBC     | 《제2공화국》                                      |
| 작품상           |                            | MBC     | 《제2공화국》                                      |
| 연출상           | 고석만                     | MBC     | 《제2공화국》                                      |
| 남자연기상       | 유인촌                     | KBS     | 《야망의 세월》                                    |
| 여자연기상       | 이휘향 하희라              | KBS MBC | 《야망의 세월》 《여자는 무엇으로 사는가》         |
| 극본상           | 박정란                     | KBS     | 《울밑에 선 봉선화》                               |
| 기술상(편집)     | 이상수                     | KBS     | 《한국전쟁》                                       |
| 신인연출상       | 이진석                     | MBC     | 《우리들의 천국》                                  |
| 남자신인연기상   | 이원용                     | KBS     | 《물의 나라》                                      |
| 여자신인연기상   | 오연수 장서희              | MBC     | 《춤추는 가얏고》 《그 여자》                      |
| 주제가상         | 김흥국(노래), 정옥현(작곡) | KBS     | 《물의 나라》                                      |
| 비(非)극부문상   |                            | MBC     | 《수요문화기행 - 러시아 동구의 문학과 예술》       |
| 쇼부문상         |                            | MBC     | 《일요일 일요일 밤에》                             |
| 남자코미디연기상 | 김정식                     | KBS     | 《유머 일번지》                                    |
| 여자코미디연기상 | 김지선 박미선              | KBS MBC | 《쇼 비디오 자키》 《청춘행진곡》                  |
| 남자인기상       | 정한용 주현                | MBC KBS | 《고개숙인 남자》 《서울뚝배기》                   |
| 여자인기상       | 황신혜 김애경 김혜수       | KBS     | 《야망의 세월》 《서울뚝배기》 《꽃 피고 새 울면》 |
| 특별상           | 이상용                     | MBC     | 《우정의 무대》                                    |
| 아역상           | 양동근 임은지              | KBS MBC | 《서울뚝배기》 《몽실언니》                        |

### 연극부문
| 부문           | 수상자             | 작품                                          |
| -------------- | ------------------ | --------------------------------------------- |
| 작품상         |                    | 《영웅만들기》                                |
| 연출상         | 강영걸             | 《그것은 목탁 구멍 속의 작은 어둠이었습니다》 |
| 남자연기상     | 이호재             | 《뻔데기 전》                                 |
| 여자연기상     | 윤석화             | 《프쉬케》                                    |
| 희곡상         | 이만희             | 《그것은 목탁 구멍 속의 작은 어둠이었습니다》 |
| 기술상(의상)   | 안유정             | 《멕베드》                                    |
| 신인연출상     | 심재찬             | 《표류하는 너를 위하여》                      |
| 남자신인연기상 | 조재현             | 《에쿠우스》                                  |
| 여자신인연기상 | 김미경             | 《최선생》                                    |
| 인기상         | 윤주일, 김성녀     |                                               |
| 특별상         | 구룡사(구룡소극장) |                                               |